# 戦国伝承2
『戦国伝承2』（せんごくでんしょう2）は、1993年にSNKから発売されたベルトスクロールアクションゲーム。『戦国伝承』の続編。海外名は『Sengoku2』。

## 概要
基本的には前作と同じだが、いろいろな変更点がある。
前作では主人公の超戦士2人はデフォルトでは素手で戦っていたが、本作では最初から剣を装備している。そのため、変身可能な3体のキャラクターから鎧を着たサムライと入れ替わりに棍棒を持った巨漢の天狗が加わった。
また、シーンによっては馬に乗って戦うステージが追加された。

## 登場キャラクター

### プレイヤーキャラクター
クロード・ヤマモト
1Pプレイヤー。幼少の頃に叔父に東洋拳法を教わるが、叔父の死後は祖父母に引き取られて育つ。笑顔を見せることはめったに無い。チャージ攻撃の気砲は進行方向に飛ばす。
ジャック・ストーン
2Pプレイヤー。アームレスリング・チャンピオンの肩書きを持つパワーファイター。西洋武術の知識にも長けたインテリのナイスガイ。チャージ攻撃の気砲は左右方向に飛ばす。

### 変身キャラクター
全部で3種類。前作とは異なり最初から全て所有しており、任意に変身することが可能。変身持続時間は60秒。持続時間はプレイヤーキャラクターに戻している間に少しずつ回復していく。
天狗
前作のサムライに変わって登場。本名は鴉天狗神。
リーチの長い棍棒を武器に戦うパワータイプ。だがそれゆえか移動速度はとても遅い。アイテムを取ることで小天狗や神風を飛ばすことができる。チャージ攻撃は棍棒投げ。
ニンジャ
本名はマイク・ウォルシュ。学生時代はバンドのボーカルにして忍者マニアだったので、ライブで忍術を使ったトラブルでバンドを解散させられたことを機に忍者になる。
素手による通常攻撃は前作のニンジャと変わらないが、アイテムを取るとトリッキーな忍法が発動する。チャージ攻撃は分身攻撃の影使い。
忍犬
本名は霧丸。前作から引き続き登場している。
前足による引っ掻きとジャンプ回転アタックは健在。アイテムを取ると超音波や爆裂拳などの超能力を発動。チャージ攻撃は子犬を召喚し、攻撃させる。

### 敵キャラクター
闇の君主
闇の力を手に入れて、野望のために群雄諸国を攻め滅ぼしていった。世界大戦時代の司令官と結託して、世界を弱肉強食の時代にしようと目論む諸悪の根源。本作の最終ボス。
ステージクリア後のデモで野望を邪魔する主人公たちに対し怒りと憎悪を露にする。
帝国軍司令官
世界大戦時代に登場する帝国軍の作戦司令官。闇の君主と共に世界を滅ぼそうと目論む。フェンシングが得意。
ステージ2で中ボスとして登場する。ステージ4で再登場する際は闇の君主と同時に登場する。

## 登場ステージ
前作では現世と異世界をシーンごとに往復するのみだが、本作では4つの時代をめぐって戦う（ただし、前作同様異世界にワープするシーンもある）。
- 1エリア 157X年 戦国時代

日本の城下町が舞台。
ボスは前作の最終ボスの君主風の男。第1形態では君主と似た姿だが第2形態では阿修羅神と似た姿に変身する。序盤のため、前作の君主&阿修羅神と比較して全体的な性能は弱体化している。
- 2エリア 194X年 大戦時代

ヨーロッパ風の街角が舞台。そのため、一部のザコ敵キャラクターが西洋風である。
ボスは8本の尻尾を持った巫女風の女。最初は使い魔を使役させるが、使い魔が倒されると怒りを露にし自らも魔物に変身する。倒されると数匹の狐に分裂し一目散に退却する。
- 3エリア 199X年 現代

現代の都会の街並みが舞台。
ボスは義経。最初は武士の姿で戦い、第2形態では水龍に変身する。第1形態時は画面奥の屋形船に移動することもあり、屋形船で待機中の時はダメージを与えることができない。
- 4エリア 最終決戦 魔境城

最終ステージ。天空に浮遊する岩の上に建てられた城で戦う。
ボスは闇の君主と帝国軍司令官。倒されると巨大な顔で構成された魔神像と同化する。